# 沙河 (辽河)
沙河，又称中固河，位于中华人民共和国辽宁省北部的一条河流，是辽河左岸支流，发源于开原市松山镇（原松山堡乡）头道沟刘家堡子以北的山区，蜿蜒向西流经二道沟村、关门山水库、邸屯村、康屯村、镇政府驻地松山村、麻线堡村、中固镇孟家寨村、沙河堡村，于沙河子村以西右纳小沙河后转西南流，于王广福村以东起成为开原市与铁岭县之间的界河，于铁岭县平顶堡镇以北汇入辽河。河流全长62千米，流域面积570.2平方千米，年均径流量1.380亿立方米。沙河中游南岸有象牙山风景区，是中国著名农村题材电视剧《乡村爱情》的拍摄地点。